# Lucien Rottée
Lucien Henri Rottée né à Verberie le 27 mars 1893 fut directeur de la Police municipale de Paris, puis directeur central des Renseignements généraux des brigades spéciales et des jeux à la Préfecture de police durant l'occupation, il est condamné à mort à la Libération, et fusillé le 5 mai 1945 au fort de Châtillon à Fontenay-aux-Roses

## Début de carrière
Fils de Frédéric Rottée, peintre en bâtiment et de Irma Antonine Thiénard, Lucien Rottée naît le 27 mars 1893 à Verberie dans l'Oise
Après avoir fait des études secondaires, il obtient son diplôme de bachelier et s'engage dans l'armée pour 3 ans. Affecté au 51e régiment d'infanterie, il termine son engagement avec le grade de sous-lieutenant.
Il entre à la police de Paris en 1914 en tant que secrétaire suppléant des commissariats.
Rappelé le 15 août 1914, comme lieutenant, au 120e régiment d'infanterie, il est fait prisonnier le 19 mars 1915.
Il est admis, en octobre 1921, commissaire de police de la ville de Paris puis commissaire spécial aux compagnies de circulation en décembre 1929.
Lors de la crise du 6 février 1934, à la tête des forces de l'ordre (sous l'autorité du préfet de Police Adrien Bonnefoy-Sibour); il défend la chambre des députés en bloquant le pont de la Concorde et reçoit pour ces faits la Légion d'honneur.
Par la suite, il entre dans la police municipale où il devient commissaire de voie publique.

## La guerre et la collaboration
La signature du pacte germano-soviétique, fin août 1939, fait croître son anti-communisme. Début 1940, il devient directeur adjoint de la police municipale.
Ensuite, il est nommé directeur adjoint des Renseignements généraux (RG). Méticuleux et partisan de l'ordre et de l'obéissance, devenu directeur général en 1941, il met en place et organise les Brigades spéciales qui, en collaboration avec les Allemands, entrent dans l'action répressive contre les juifs, les communistes, les gaullistes, les francs-maçons les résistants.
Particulièrement efficients, ses services usent sans retenue de la torture.
Il a reçu la Francisque.

## Condamnation et exécution
Arrêté le 15 décembre 1944, au Bouscat après avoir pris la fuite sous une fausse identité (Henri Rodier), il est jugé, condamné à mort pour trahison et fusillé dans le fort de Châtillon à Fontenay-aux-Roses  le 5 mai 1945,.

## Distinctions
- Ordre de la Francisque
- Chevalier de la Légion d'honneur

## Filmographie
- L'Armée du crime de Robert Guédiguian, sorti en 2009.